# Giovanni Ivano Guerra
Giovanni Ivano Guerra (Salò, 17 dicembre 1963) è un allenatore di calcio ed ex calciatore italiano, di ruolo centrocampista.

## Carriera

### Giocatore
Guerra ha disputato 61 partite in Serie B: 24 con la maglia del Genoa ed altrettante con quella della Reggina, ed altre 13 con il Taranto.

### Allenatore
Dopo il ritiro dall'attività agonistica ha intrapreso la carriera di allenatore, guidando soprattutto formazioni del bresciano. Dal 2009 è l'allenatore dell' U.S. Vobarno, con cui ha vinto il campionato di Promozione 2014/2015.